# Lisovi Chorty
 (décembre 2015).
Si vous disposez d'ouvrages ou d'articles de référence ou si vous connaissez des sites web de qualité traitant du thème abordé ici, merci de compléter l'article en donnant les références utiles à sa vérifiabilité et en les liant à la section « Notes et références ».

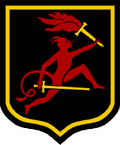
Lisovi Chorty.

Les Lisovi Tchorty (en français : les diables de la forêt ; en ukrainien : Лісові Чорти) est un groupe ukrainien issu du scoutisme.

## Historique
Lisovi Tchorty fut fondée par une troupe de scouts originaires de Lviv le 22 juillet 1922. Le scoutisme ukrainien était alors interdit par le gouvernement polonais en 1930, ce qui entraîna le mouvement du scoutisme clandestin. Lisovi Tchorty étaient actifs dans des organisations politiques et civiles, ainsi que dans l’armée.
Ses membres jouèrent un rôle important dans la tentative ukrainienne de gagner l’indépendance pendant la Seconde Guerre mondiale.
Par la suite, ils émigrèrent vers des pays où se trouvait une large diaspora : Australie, Argentine, Angleterre, États-Unis, Canada, Allemagne et France. Là bas, les Lisovi Tchorty travaillèrent pour la communauté, créant des bases solides pour les futures générations de Plastuny (Scouts ukrainiens) dans la diaspora. Après l’effondrement de l’Union soviétique et la formation d’un état ukrainien indépendant, il y eut une renaissance du PLAST en Ukraine et la fraternité Lisovi Tchorty apparut dans les villes de Lviv, Kiev, Ivano-Frankivsk entre autres.
Aujourd’hui, il existe sept groupes officiels de Lisovi Tchorty en Argentine, aux États-Unis, au Canada et en Ukraine, ainsi que dans de nombreux autres pays. La fraternité est composées de membres de nombreux horizons : des professeurs, des économistes, des politiciens, des docteurs, des architectes, des artistes, des professeurs, des ingénieurs, etc. 
Parmi les membres les plus célèbres figurent le général de l’UPA Roman Choukhevytch, le politicien Andruy Pyaseckyy, l’économiste Bohdan Hawrylyshyn, le dernier président de UNR (république populaire ukrainienne) en exil Mykola Plavyuk, l’écrivain Vasyl Karkhut, le prêtre Hlib Lonchyna et le personnage public et politique Stepan Okhrymovych.